# (37968) 1998 HB94
1998 HB94 (asteroide 37968) é um asteroide da cintura principal. Possui uma excentricidade de 0.13211030 e uma inclinação de 12.56848º.
Este asteroide foi descoberto no dia 21 de abril de 1998 por LINEAR em Socorro.